# Danilo Golob
Danilo Golob, slovenski klasični filolog, * 15. julij 1909, Grahovo ob Bači, † 1992, Ljubljana.
Bil je ravnatelj Klasične gimnazije v Ljubljani.

## Življenjepis
Danilo Golob je bil rojen v vasi Grahovo ob Bači kot najstarejši sin v sedemčlanski družini. Njegov leto mlajši brat Franc Golob (1910-2002) je bil eden najaktivnejših pripadnikov Tigra na Tolminskem, najmlajši brat Milan Golob pa se je med drugo svetovno vojno kot italijanski vojni ujetnik v Afriki pridružil zaveznikom. Ti so ga tam izurili in v letih 1943-1944 vrnili v Slovenijo med partizane. Skupaj z ostalimi  "primorskimi padalci" ga je leta 1944 likvidirala OZNA. 
Danilo Golob je zaključil študij klasične filologije. Med drugo svetovno vojno je bil aktiven član OF. Po vojni je kot učitelj deloval v Portorožu, kasneje je poučeval in kot ravnatelj vodil Klasično gimnazijo v Ljubljani.
Poročen je bil s Terezijo Golob (roj. Bezenšek, nečakinjo Antona Bezenška), ki je delala kot farmacevtski tehnik v Centralni lekarni v Ljubljani. Imel je dve hčeri, Andrejo (por. Kocijančič) in Tatjano (por. Šuler).